# Nokia 2.3
Nokia 2.3 — смартфон  початкового рівня, розроблений компанією HMD Global під брендом Nokia. Був представлений 5 грудня 2019 року.
В Україні смартфон був представлений 15 січня 2020 року.

## Дизайн
Екран виконаний зі скла. Корпус виконаний з пластику з 3D нанотекстурою.
Знизу розміщені роз'єм microUSB, динамік та мікрофон. Зверху розташований 3.5 мм аудіороз'єм. З лівого боку розміщені кнопка виклику Google Асистента та залежно від версії слот під 1 SIM-картку і карту пам'яті формату microSD до 512 ГБ або гібридний слот під 2 SIM-картки або 1 SIM-картку і карту пам'яті формату microSD до 512 ГБ. З правого боку розміщені кнопки регулювання гучності та кнопка блокування смартфона.
В Україні Nokia 2.3 продавався в 3 кольорах: Графіт (сірий), Бірюзовий та Пісок (світло-коричневий).

## Технічні характеристики

### Платформа
Як і попередник Nokia 2.3 отримав процесор MediaTek Helio A22 та графічний процесор PowerVR GE8320.

### Батарея
Смартфон отримав батарею об'ємом 4000 мА·год.

### Камера
Смартфон отримав основну камеру подвійну камеру 13 Мп, f/2.2 + 2 Мп, f/2.4 (сенсор наближення) з автофокусом та здатністю запису відео в роздільній здатності 1080p@30fps. Фронтальна камера отримала роздільність 5 Мп, світлосилу f/2.4 та здатність запису в роздільній здатності 1080p@30fps.

### Екран
Екран IPS LCD, 6.2", HD+ (1520 × 720) зі співвідношенням сторін 19:9, щільністю пікселів 271 ppi та краплеподібним вирізом під фронтальну камеру.

### Пам'ять
Смартфон продавався в комплектації 2/32 ГБ.

### Програмне забезпечення
Nokia 2.3 входить до програми Android One, тож він отримав «чистий» Android 9 Pie. 22 квітня 2020 року був оновлений до Android 10, а 8 квітня 2021 року до Android 11.